# Baykar
Baykar es una empresa privada de defensa turca especializada en vehículos aéreos no tripulados, C4I e inteligencia artificial. Su actual presidente es Selçuk Bayraktar.

## Nombre
Baykar es un acrónimo de las palabras Bayraktar Kardeşler (español: Hermanos Bayraktar). La empresa opera actualmente bajo los nombres "Baykar Teknoloji" (Tecnología Baykar) y "Baykar Makina Sanayi ve Ticaret A.Ş". (Baykar Machine Industry and Trade Inc.)

## Historia
La empresa fue fundada en 1984 como Baykar Makina, un subcontratista proveedor de mecanizado de precisión CNC por Özdemir Bayraktar, con el objetivo principal de producir piezas de automóviles como motores, bombas y repuestos para garantizar la localización de la industria automotriz. Nacida en esta dirección, Baykar es una empresa de ingeniería fundada con capital 100% nacional turco. En la década de 2000, adoptó medidas para producir vehículos aéreos no tripulados, en consonancia con la evolución y el progreso del sector de la aviación. Bayraktar Mini UAV fue el primer sistema aéreo no tripulado producido íntegramente con capital turco, incluido en el inventario de las Fuerzas Armadas de Turquía en 2007. Después de haber puesto en marcha la I+D con estas actividades, Baykar ha realizado producciones pioneras en su campo y, mediante la producción de subsistemas, ha logrado brindar apoyo técnico a la industria de defensa nacional turca, ya que esta última ha crecido y ha comenzado a exportar armas, incluidos los drones Baykar.  La cartera de UAV avanzados de Baykar incluye Bayraktar Tactical UAS (Bayraktar TB1), Bayraktar TB2 y Bayraktar Akıncı. También está desarrollando un coche volador (cuadricóptero), que empezó a probar en 2020. El coche, llamado Cezeri y que pesa 230 kilogramos, se elevó 10 metros sobre el suelo en las pruebas realizadas en Estambul en septiembre de 2020.

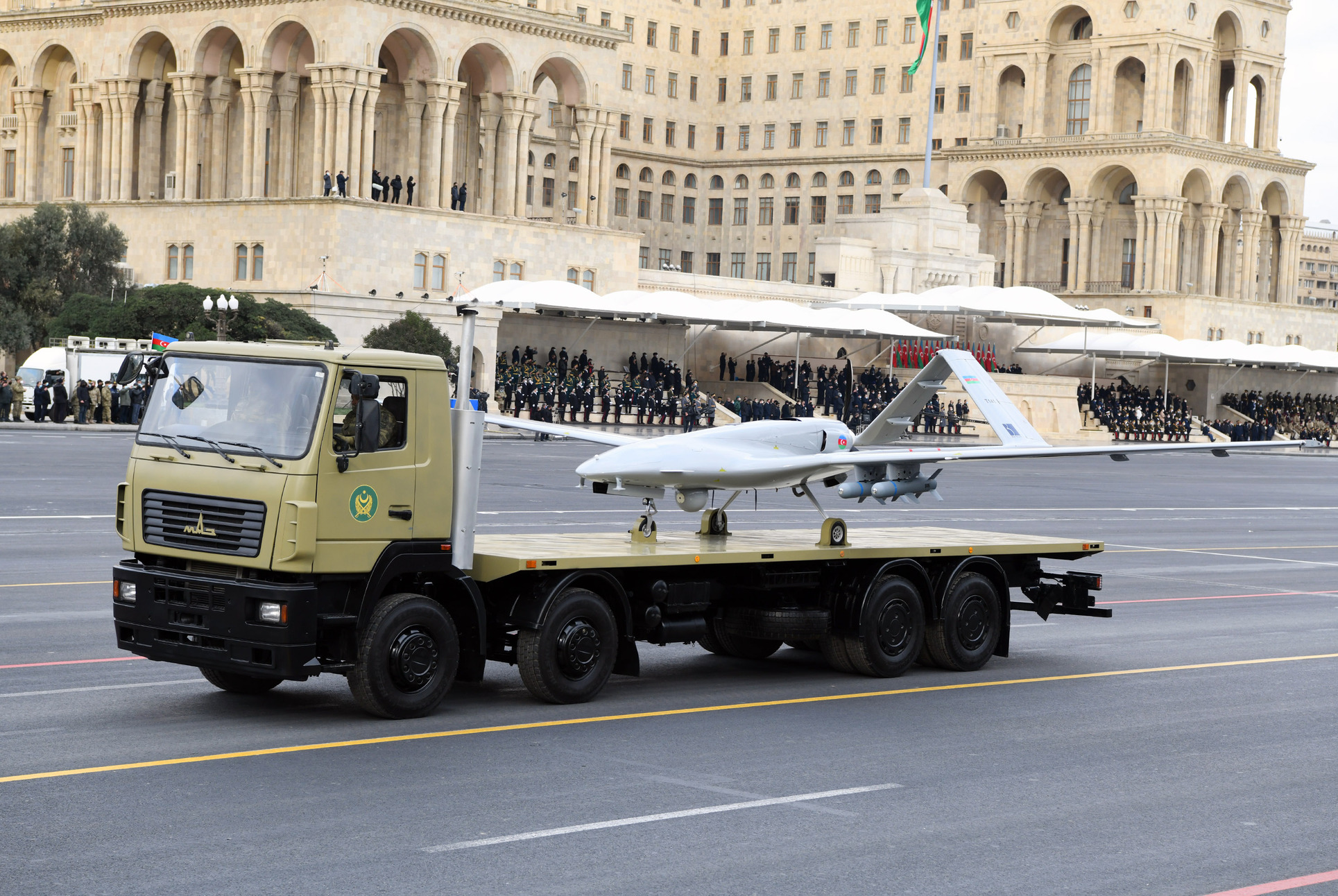
Un dron (concretamente un vehículo aéreo de combate no tripulado) azerí de origen turco Bayraktar TB2 en el desfile de la Victoria. La superioridad de los drones de Azerbaiyán fue según los analistas una de las claves de la victoria azerí en la segunda guerra del Alto Karabaj en 2020.

Los drones de Baykar fueron utilizados en la segunda guerra del Alto Karabaj de 2020 por el ejército azerbaiyano, lo que resultó en una serie de boicots por parte de empresas internacionales a las que Baykar solía comprar productos. La fabricación nacional de drones antes de esa guerra se basaba en componentes y tecnologías importados y regulados, como motores de Austria (fabricados por Rotax), sistemas de combustible (fabricados por Andair) y bastidores de misiles (fabricados por EDO MBM) del Reino Unido, optoelectrónica (Sensores FLIR importados de Wescam en Canadá o Hensoldt en Alemania). Las exportaciones de motores se detuvieron cuando el canadiense Bombardier, propietario de Rotax, tomó conciencia del uso militar de sus motores de aviones de recreo. En octubre de 2020, el Ministerio de Relaciones Exteriores de Canadá restringió las exportaciones canadienses de Wescam (óptica y sensores). Después de enterarse de que sus productos se utilizaban para crear drones de combate, el fabricante de aviones británico con sede en Hampshire Andair anunció la interrupción de todas las ventas a Baykar Makina el 11 de enero de 2020. El fabricante británico se convirtió en la última empresa en dejar de vender equipos a Turquía después de que sus componentes fueran encontrados en drones derribados durante la segunda guerra del Alto Karabaj de 2020.
La industria turca respondió a los boicots de ventas en el extranjero anunciando la provisión de alternativas de fabricación nacional al motor Baykar - PD170 (Turkish Aerospace Industries), cámara óptica (sistema Aselsan CATS), y válvula de combustible (Aselsan). Kadir Doğan, investigador de la industria de defensa turca, tuiteó que la cancelación de las ventas de componentes a Baykar por parte de empresas extranjeras no planteaba un problema importante y que, a partir de enero de 2021, todos esos componentes han sido reemplazados por alternativas fabricadas localmente.
En 2021, el ejército ucraniano utilizó por primera vez en la Guerra del Dombás un dron de ataque Bayraktar, el Bayraktar TB2.
En junio de 2022 se lanzó en Ucrania el proyecto de recaudación de fondos "People's Bayraktar", que logró recaudar en tres más de ₴ 600 millones para comprar tres Bayraktar TB2.
En 2023 estaba desarrollando el Bayraktar TB3 debido a la falta de aviones para desplegar en el buque de asalto anfibio TCG Anadolu.